# 500 lire "Università di Pisa" - I emissione
Le 500 lire "Università di Pisa" sono una moneta commemorativa la cui emissione venne autorizzata con D.M.T. 24 maggio 1993. Ha un valore nominale di 500 lire ed è  dedicata al 650º anno dalla fondazione dell'Università di Pisa. Tale moneta rappresenta la prima emissione all'interno della serie dedicata alle celebrazioni per la fondazione del prestigioso ateneo.

## Dati tecnici
Al dritto è raffigurata una donna, allegoria dell'Italia, in abiti medievali e con un libro aperto in mano, assisa su di uno scranno recante un cherubino, emblema dell'Università di Pisa; in giro è scritto "REPUBBLICA ITALIANA", in esergo è indicato il nome dell'autore DRIUTTI.
Al rovescio al centro composizione con la Torre di Pisa e l'abside del Duomo entro un cartiglio, cui si sovrappone lo stemma della città; in alto a sinistra è indicato il valore, a destra si trovano la data ed il segno di zecca R mentre in basso è riprodotta un'àncora. In giro vi è la legenda "650° ANNIVERSARIO FONDAZIONE UNIVERSITA' DI PISA".
Nel contorno: in rilievo, "R.I." fra stella e lauro per tre volte
Il diametro è di 32 mm, il peso: 15 g e il titolo è di 835/1000
La moneta è presentata nella duplice versione fior di conio e fondo specchio, rispettivamente in 41.080 e 9.080 esemplari.